# 圣阿尔韦尔-圣洛朗莱巴通
圣阿尔韦尔-圣洛朗莱巴通（法語：Sainte-Alvère-Saint-Laurent Les Bâtons，法語發音：[sɛ̃t alvɛʁ sɛ̃ loʁɑ̃ le batɔ̃]）是法国多尔多涅省的一个曾短暂存在过的市镇。圣阿尔韦尔-圣洛朗莱巴通于2016年由原市镇圣阿尔韦尔和圣洛朗德巴通合并而成。2017年，圣阿尔韦尔-圣洛朗莱巴通与市镇桑德里约合并为新市镇卢伊尔河-科多河谷村，圣阿尔韦尔为新市镇行政中心。

## 地理
圣阿尔韦尔-圣洛朗莱巴通（44°56'48.78"N, 0°48'33.48"E）面积51.89 平方千米，位于法国新阿基坦大区多爾多涅省，该省份为法国西南部内陆省份，是法國本土面积第三大的省，大致对应佩里戈尔地区，北起顺时针与夏朗德省、上维埃纳省、科雷兹省、洛特省、洛特-加龙省、吉倫特省和滨海夏朗德省接壤。

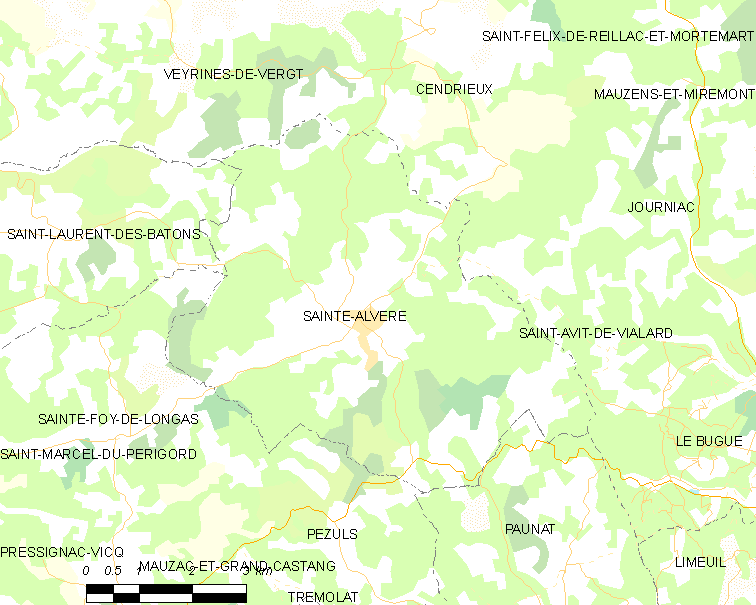
圣阿尔韦尔-圣洛朗莱巴通的OSM定位图

与圣阿尔韦尔-圣洛朗莱巴通接壤的市镇（或旧市镇、城区）包括：桑德里约。
圣阿尔韦尔-圣洛朗莱巴通的时区为UTC+01:00、UTC+02:00（夏令时）。

## 行政
圣阿尔韦尔-圣洛朗莱巴通的邮政编码为24510，INSEE市镇编码为24362。

## 政治
圣阿尔韦尔-圣洛朗莱巴通所属的省级选区为中佩里戈尔县。

## 人口
圣阿尔韦尔-圣洛朗莱巴通于2015时的人口数量为821人。